# Jobmania
Jobmania est une agence de recrutement spécialiste de la population étudiante en France.

## Historique
Jobmania est une agence de recrutement spécialiste des étudiants fondée en 2011 par Frédéric Ducrocq (EM Lyon), et dont le siège est installé à Lyon.
En mai 2017, le réseau social Snapchat diffuse des offres à la suite d'un partenariat avec Jobmania,,,.
Le 23 février 2018, Jobmania lance une mini-série pour les abonnés du réseau social.